# Flash Video
FLV é o formato de arquivo de vídeo originário do Adobe Flash Player 6 do software. Este formato tornou-se muito comum na Internet em sites como o YouTube, Google Video, MySpace entre outros.

## Formato de vídeo
Comumente, arquivos .flv contêm vídeos que são uma variante do padrão H.263. O Flash Player 8 e versões superiores suportam também o formato On 2 TrueMotion VP6. Um canal  de transparência (alfa) é suportado incluindo um segundo fluxo de vídeo somente codificando a transparência.

## Formato de áudio
O áudio dos arquivos .flv geralmente são codificados em MP3.